# Strada Cavafii Vechi
Strada Cavafii Vechi este situată în centrul istoric al municipiului București, în sectorul 3. Numele străzii provine din cuvântul turcesc kavaf care înseamnă „pantofar, cizmar; negustor de încălțăminte de calitate inferioară” și a fost atribuit străzii pentru că acești meseriași își aveau aici atelierele și prăvăliile în secolul al XIX-lea și la începutul secolului al XX-lea.

## Descriere
Strada este orientată de la nord spre sud și se desfășoară pe o lungime de 230 de metri între strada Colței și Calea Moșilor.

## Monumente istorice și clădiri
Două imobile de pe strada Cavafii Vechi sunt înscrise pe Lista monumentelor istorice 2010 - Municipiul București - casa de la nr. 11, cod LMI B-II-m-B-18341 și casa de la nr. 13, cod LMI B-II-m-B-18342. La numărul 15 este sediul central al RADET București.

## Legături externe
- Strada Cavafii Vechi pe hartă
- Strada Cavafii Vechi pe Flickr.com
- Strada Cavafii Vechi pe Google maps-street view